# Керемидчиоглува афера
Керемидчиоглувата афера е една от най-съсипателните афери над революционното движение на българите в Македония и Одринско. Избухва през юли 1900 година тя е и първата от поредица афери, които разтърсват Лозенградския район, но също и Бунархисарско и Бабаескийско и изобщо структурите на Вътрешната македоно-одринска революционна организация в Одринска Тракия.
Причина за избухването ѝ е пленяването в местността Света Фотида, при село Раклица, на гръцкия лекар и чифликчия от Лозенград Костаки Керемидчиоглу от българска чета, изпратена от България. Четата, предвождана от войводата Георги Тенев, освобождава лекаря срещу откуп от 800 лири, но последват гонения и разкрития около организацията на ВМОРО в Лозенградския и Бунархисарския район.
Избухването на Керемидчиоглувата афера довежда до залавянето и заточването на 16 български първенци само от Бунархисар, други 20 души са принудени да избягат в България. Арестите нанасят силен удар над революционната дейност сред българите, довежда до страх и застой. Районният ръководител в Бунархисар Христо Настев успява да избяга и да се спаси в България. Две години след Керемидчиоглувата афера в Бунархисар ВМОРО практически не съществува. Както пише Христо Настев:
| „ | Нека добре се запомни, че срещу тези лири, които се донесоха в България, разори се цялата организация в един край, из който можеше да се съберат, ако беше нужно, не 800, а 10 000 лири. За 800 лири се хвърлиха безпощадно в затворите всички по-видни и събудени българи, някои от които са вече покойници от нанесените им побои. Българското население се лиши от своите интелигентни и ръководни сили, повечето от които бяха осъдени и изпратени в Паяскале, Синап и Акиякалеси, а други оставиха мило и драго и избягаха в България, за да се не върнат дълго време. | “ |